# Charles Sheaffer
Charles Miller Sheaffer junior (* 6. Dezember 1904 in St. Davids, Pennsylvania; † 28. August 1989 in Bryn Mawr, Pennsylvania) war ein Hockeyspieler, der 1932 eine olympische Bronzemedaille gewann.

## Leben
Charles Sheaffer studierte an der University of Pennsylvania und spielte beim Merion Cricket Club.
Bei den Olympischen Spielen 1932 in Los Angeles nahmen nur drei Mannschaften am Hockey-Turnier teil. Nachdem die indische Mannschaft die japanische Mannschaft mit 11:1 besiegt hatte, gewannen die Japaner gegen das Team der Vereinigten Staaten mit 9:2, wobei Sheaffer einen der beiden Treffer für sein Team erzielte. Im letzten Spiel siegte die indische Mannschaft mit 24:1 gegen die Mannschaft der Vereinigten Staaten.
Vier Jahre später traten bei den Olympischen Spielen 1936 in Berlin elf Mannschaften an. Das Team aus den Vereinigten Staaten absolvierte insgesamt vier Partien und verlor alle, der Stürmer Sheaffer wurde in drei der Partien eingesetzt und erzielte ein Tor gegen Ungarn.
Nach seinem Studium war Sheaffer in der Versicherungsbranche tätig.